# Бинг, Джорджия
Джорджия Бинг (родилась 6 сентября 1965) — британская детская писательница, иллюстратор, актриса и кинопродюсер.

## Биография
Родилась 6 сентября 1965 года в Лондоне, Англия.
Выросла в деревне Эбботс Уорти недалеко от города Уинчестер в графстве Хэмпшир. У неё есть три брата и одна сестра.
Училась в школе принцессы Мид в городе Винчестер, затем с 12 лет в школе Уэстонбирт, независимой школе-интернате для девочек в Глостершире . Также училась в Питере Саймондсе, шестом классе колледжа в Винчестере.
С 1984 по 1987 год Бинг посещала Центральную школу речи и драмы, входящую в состав колледжа Лондонского университета.
Бинг работала актрисой с 1989 по 1990 год, появляясь в телесериалах «Второй экран», «Дилеры» и «Закон Кэпстика».
Продолжая работать актрисой, Бинг начала писать комиксы и иллюстрировать. После успеха в этой области, она оставила актёрскую работу, чтобы полностью посвятить себя написанию книг и иллюстрированию. Её первой опубликованной книгой был комикс «Монстры из носков».
Самой известной работой Бинг является «Невероятная книга гипноза» из серии «Молли Мун». Эта книга о девушке, которая находит книгу о гипнозе и учится гипнотизировать людей. В более поздних книгах Молли учится управлять временем и читать мысли. Шестая книга из серии «Молли Мун» была выпущена в 2012 году. Бинг стала соавтором сценария к фильмам «Молли Мун» и «Невероятная книга гипноза», экранизации её первой книги.

## Личная жизнь
Бинг вышла замуж за Дэниела Чедвика в 1990 году, спустя пять лет они развелись. От этого брака родились дочь Тайгер 1990 года рождения. После этого Бинг вышла замуж за художника Марка Куинна. У неё от него ещё двое детей — сыновья Лукас (род. 2001) и Скай (род. 2005). Однако и этот брак распался в 2014 году.
В марте 2019 года она обручилась с певцом Гаем Праттом.

## Сериал Молли Мун
- Невероятная книга гипноза Молли Мун (2002)
- Молли Мун останавливает мир (2004)
- Гипнотическое путешествие Молли Мун во времени (2005)
- Молли Мун, Микки Минус и Машина разума (2007)
- Молли Мун и загадка превращения (2010)
- Молли Мун и музыка монстров (2012)